# أرقطيون أندونيسي
أرقطيون أندونيسي (الاسم العلمي: Arctium batavum) هي نوع نباتي يتبع جنس الأرقطيون من فصيلة النجمية.